# Kurarua elongaticollis
Kurarua elongaticollis là một loài bọ cánh cứng trong họ Cerambycidae.